# Jelena Kirillova
Jelena Igorevna Kirillova (Russisch: Елена Игоревна Кириллова; geboortenaam: Данилочкина; Danilotsjkina) (Moskou, 27 januari 1986) is een Russisch basketbalspeelster die uitkomt voor het nationale team van Rusland. Ze werd Meester in de sport van Rusland, Internationale Klasse.

## Carrière
Kirillova begon haar carrière in 2005 bij Dinamo Oblast Moskou Ljoebertsy. In 2007 veranderde de naam van de club naar BK Moskou. Met BK Moskou verloor Kirillova de finale om de EuroCup Women in 2008 van Beretta Famila Schio uit Italië met een totaalscore over twee wedstrijden met 136-165. In 2008 stapte ze na het faillissement van BK Moskou over naar CSKA Moskou. In 2009 stapte ze na het faillissement van CSKA over naar Tsjevakata Vologda. In 2011 ging Kirillova spelen voor Nadezjda Orenburg. Met die club verloor Kirillova de finale om de EuroLeague Women in 2016. Ze speelde de finale in Istanboel tegen landgenoten UMMC Jekaterinenburg uit Rusland. Ze verloren die finale met 69-72. In 2016 stapte Kirillova over naar Dinamo Koersk. Met die club won Kirillova de EuroLeague Women in 2017 door in de finale Fenerbahçe uit Turkije met 77-63 te verslaan. Ook werd ze tweede om het Landskampioenschap van Rusland. Ook won ze met Dinamo de FIBA Europe SuperCup Women in 2017. In 2018 en 2020 werd Kirillova met Dinamo Bekerwinnaar van Rusland. In 2019 verloor Kirillova de finale om de EuroLeague Women. Ze verloren van UMMC Jekaterinenburg uit Rusland met 67-91. In 2020 ging ze spelen voor MBA Moskou. Met MBA Moskou werd ze het derde om het Landskampioenschap van Rusland in 2022.
Met Rusland won Kirillova goud op het Europees Kampioenschap in 2011 en werd vierde op de Olympische Spelen in 2012.

## Erelijst
- Landskampioen Rusland:
  - Tweede: 2014, 2015, 2016, 2017, 2018, 2019
  - Derde: 2009, 2022
- Bekerwinnaar Rusland: 2
  - Winnaar: 2018, 2020
  - Runner-up: 2014, 2017, 2019
- EuroLeague Women: 1
  - Winnaar: 2017
  - Runner-up: 2016, 2019
- EuroCup Women:
  - Runner-up: 2008
- FIBA Europe SuperCup Women: 1
  - Winnaar: 2017
- Europees Kampioenschap: 1
  - Goud: 2011